# Стрибки у воду на Чемпіонаті Європи з водних видів спорту 2018 — командні змагання
Змагання зі командних стрибків у воду на Чемпіонаті Європи з водних видів спорту 2018 відбулись 6 серпня.

## Результат[1]
| Місце | Країна          | Спортсмени                     | Очки  | Очки  | Очки  | Очки  | Очки  | Очки  | Очки    |
| Місце | Країна          | Спортсмени                     | С1    | С2    | С3    | С4    | С5    | С6    | Загалом |
| ----- | --------------- | ------------------------------ | ----- | ----- | ----- | ----- | ----- | ----- | ------- |
| 1     | Україна         | Олег Колодій Софія Лискун      | 47.00 | 46.00 | 68.00 | 57.40 | 70.30 | 67.20 | 355.90  |
| 2     | Німеччина       | Лоу Массенберг Марія Курйо     | 39.00 | 45.00 | 68.80 | 67.50 | 67.20 | 65.10 | 352.60  |
| 3     | Росія           | Юлія Тімошиніна Євген Кузнецов | 43.00 | 73.50 | 63.55 | 89.30 | 35.20 | 45.00 | 349.55  |
| 4     | Велика Британія | Джеймс Гетлі Робін Бірч        | 50.00 | 41.00 | 76.50 | 45.00 | 68.25 | 62.40 | 343.15  |
| 5     | Італія          | Ноемі Баткі Джованні Точчі     | 39.00 | 48.00 | 56.00 | 74.80 | 42.00 | 64.60 | 324.40  |
| 6     | Білорусь        | Вадим Каптур Альона Хамулкіна  | 47.00 | 42.00 | 58.50 | 68.80 | 55.50 | 45.90 | 317.70  |
| 7     | Швеція          | Еллен Ек Вінко Паредзік        | 37.00 | 38.00 | 54.60 | 43.20 | 55.50 | 42.00 | 270.30  |